# Adrienne Shelly

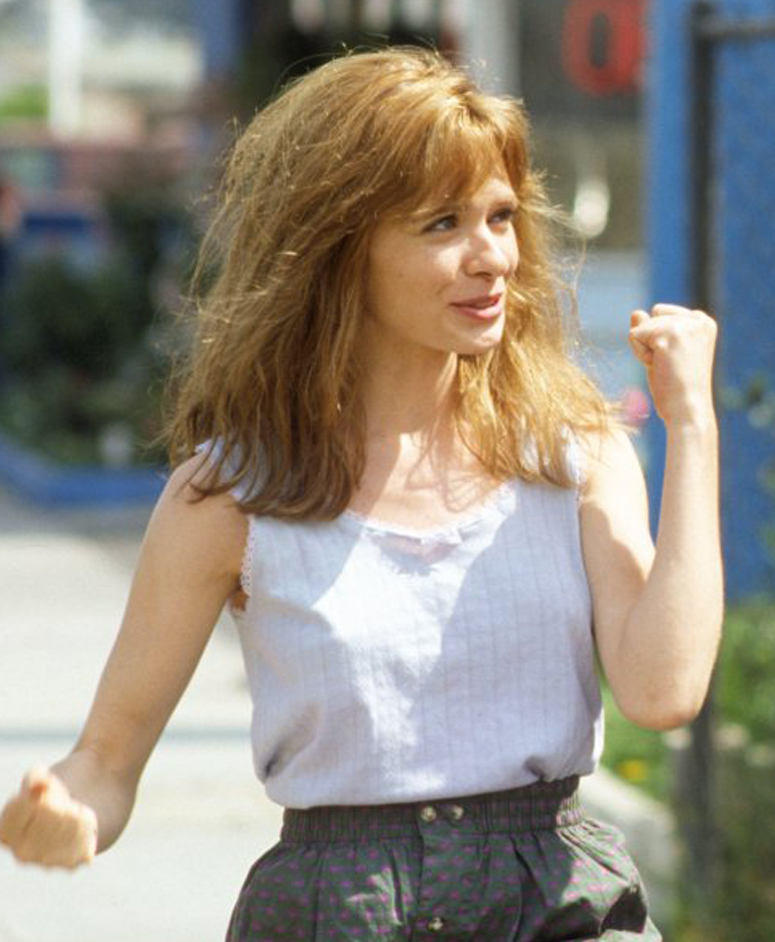
Shelly am Set von Hold Me, Thrill Me, Kiss Me (1992)

Adrienne Shelly (* 24. Juni 1966 als Adrienne Levine in Queens, New York City; † 1. November 2006 ebenda) war eine US-amerikanische Schauspielerin, Drehbuchautorin und Filmregisseurin.

## Leben
Shelly wurde 1966 als Adrienne Levine in Queens geboren. Sie wuchs auf Long Island auf und studierte später an der Boston University. Ihre Karriere begann durch eine Rolle in den Indie-Filmen Verdacht auf Liebe und Trust – Blindes Vertrauen von Hal Hartley.
In den 1990er Jahren spielte sie in einigen Filmen mit und schrieb gleichzeitig einige Drehbücher. Sie spielte auch in vier Fernsehserien (in jeweils einer Folge) mit: Homicide, Allein gegen die Zukunft, Oz – Hölle hinter Gittern und Law & Order.
Am 1. November 2006 fand ihr Ehemann und Vater der gemeinsamen zweijährigen Töchter, Andy Ostroy, sie tot in ihrem New Yorker Büro auf. Ihr Mörder, ein Bauarbeiter und illegaler Einwanderer aus Ecuador, hatte einen Suizid durch Erhängen vorgetäuscht, aber Spuren im Appartement hinterlassen. Er gestand den Mord wenige Tage später, kurz nach seiner Festnahme. Laut seiner ersten Aussage hatte er sie aus Wut getötet, nachdem es zu einem Streit gekommen war, weil sie sich über den Lärm seiner Arbeit beschwert hatte. Später gestand er, dass sie sich nicht über Baulärm beschwert hatte, sondern es sich um einen Raubmord handelte.

## Vermächtnis
Nach dem Tod seiner Frau gründete Ostroy die gemeinnützige Adrienne Shelly Foundation, die durch ihre Partnerschaften mit akademischen und filmschaffenden Institutionen wie der New York University, der Columbia University, dem American Film Institute und dem Tribeca Film Institute weibliche Filmschaffende mit Stipendien, Produktionszuschüssen und Lebenshaltungskosten unterstützt.
Ostroy setzte sich auch für die Einrichtung einer Gedenkstätte für seine Frau ein. Im August 2009 wurde der Adrienne Shelly Garden in Manhattan gegenüber von 15 Abingdon Square, dem Gebäude, in dem Shelly starb, eingeweiht.
Shelleys Film Jennas Kuchen – Für Liebe gibt es kein Rezept (Originaltitel: Waitress) wurde noch vor ihrer Ermordung zum Sundance Film Festival zugelassen. Waitress und seine Darsteller haben zusammen fünf Filmpreise gewonnen und weitere Nominierungen in verschiedenen Kategorien erhalten, darunter einen Publikumspreis für einen Spielfilm beim Newport Beach Film Festival und Nominierungen für einen Humanitas Prize und einen Independent Spirit Award für das beste Drehbuch.
2007 strahlte die NBC-Krimiserie Law & Order eine Folge mit dem Titel Melting Pot aus, einer Dramatisierung von Shellys Mord. Das Verbrechen wurde auch in der Folge Selbstmord oder Mord? (Originaltitel: Fade To Black) der Fernsehserie Ein perfekter Mord dramatisiert.
Ostroy produzierte den Film Serious Moonlight der von Shelly geschrieben und von Cheryl Hines inszeniert wurde. In dem Film spielen Meg Ryan, Timothy Hutton, Kristen Bell und Justin Long mit. Der Film wurde auf dem Tribeca Film Festival im April 2009 uraufgeführt.
Das Musical Waitress, das auf dem von Shelly geschriebenen Kinofilm basiert, wurde 2015 am American Repertory Theater an der Harvard University eröffnet. Die Show wurde später an den Broadway verlegt.
Ostroy führte Regie bei einem Dokumentarfilm über Shellys Leben mit dem Titel Adrienne, in dem er Diego Pillco im Gefängnis trifft und sich mit ihm unterhält.

## Filmografie

### Schauspiel (Auswahl)
- 1989: Verdacht auf Liebe (The Unbelievable Truth)
- 1990: Trust – Blindes Vertrauen (Trust)
- 1990: Lonely in America
- 1992: Immer Ärger mit der Sippschaft (Big Girls Don’t Cry… They Get Even)
- 1993: Hexina (Hexed)
- 1993: Halt mich, küss mich, lieb mich (Hold Me Thrill Me Kiss Me)
- 1994: Roadflower (The Road Killers)
- 1994: Mystery Model (Teresa’s Tattoo)
- 1994: Road
- 1994: Jeder mit jedem (Sleeping with Strangers)
- 1994: Sleep with Me – Liebe zu dritt (Sleep With Me)
- 1996: Sudden Manhattan
- 1996: Auf der Strecke geblieben (Grind)
- 1999: Wrestling With Alligators
- 1999: I’ll Take You There
- 2000: Dead Dog
- 2001: Aufs Spiel gesetzt (The Atlantic Conspiracy, Fernsehfilm)
- 2001: Revolution #9
- 2002: The Sea
- 2004: In the Company of Women
- 2005: Factotum
- 2007: Jennas Kuchen – Für Liebe gibt es kein Rezept (Waitress)

### Regie und Drehbuch
- 1994: Urban Legend
- 1997: Lois Lives a Little
- 1997: Sudden Manhattan
- 1999: I’ll Take You There
- 2000: The Shadows of Bob and Zelda
- 2007: Jennas Kuchen – Für Liebe gibt es kein Rezept (Waitress)
- 2009: Serious Moonlight (nur Drehbuch)